# Il principesso
Il principesso (Kiss me 프린세스?, Kiss me peulinseseuLR) è un manhwa di Seyoung Kim edito dalla Sigongsa in nove volumi a partire dal 2002. Una versione italiana è stata pubblicata da Free Books a partire da maggio 2007 ma è stata interrotta dopo cinque volumi.

## Trama
Il protagonista della storia è il giovane principe Nicole, cresciuto senza madre, è costretto a sposarsi al posto della sorella. Elena, infatti, era fuggita il giorno del suo matrimonio, che prevedeva l'unione tra lei e Jed, principe di un altro regno. Le nozze erano fondamentali affinché i due reami consolidassero i loro rapporti, e ora che Elena è fuggita, il padre della ragazza e i due fratelli maggiori prendono una scioccante decisione: mandano alle nozze, al suo posto, il loro figlio più dolce ed effeminato, lo stesso Nicole che, vestito come una donna, riesce a sposare Jed senza essere scoperto. Nel frattempo, a complicare le cose, interviene il fratellastro di Jed, Derrick, intenzionato a conquistare il regno senza farsi scrupoli con alle spalle, le veci della madre. Un farmacista, bellissimo, ma con un'espressione indifferente a tutto. Come se non bastasse, Elena è ritornata, con l'intenzione di riprendersi il posto di moglie che le spettava, nessuno capisce il perché se ne fosse andata, ma ancora meno, il perché del suo ritorno, triste e amareggiata.

## Personaggi

### Regno di Wein
Nicole (니콜)
Il più giovane fra i figli del re di Wein. Impostogli lo scambio con la sorella per il matrimonio col principe di Grandia, Nicole, inizialmente a disagio nell'ambiente nuovo ed ostile della corte straniera, finisce per amare Jed e poi stringere amicizia con la principessa Reiny. Questo lo porta a rimanere coinvolto negli intrighi della corte di Grandia, misfatti dai quali Nicole riesce a mantenere tutto il suo candore. Quando Jed viene infine esiliato, Nicole lo segue, ormai pronto ad accettare un posto come suo compagno ufficiale.
Elena (일레나)
L'unica figlia del re di Wein. Destinata dalla sua condizione regale ad un matrimonio politico, Elena, dotata di un'indole testarda ed impetuosa, preferisce fuggire con uno stalliere di cui si è innamorata. Le delusioni della vita di coppia la fanno ricredere e tornare dai fratelli solo per fuggire nuovamente una volta ritrovato l'amato,  questa volta pronto ad offrirle una vita familiare duratura.
Glewhin
Il maggiore fra i figli del re. Famoso per la sua fama di inguaribile Casanova, l'erede al trono di Wein nasconde sotto l'atteggiamento frivolo la ferita mai guarita di un amore non corrisposto per una donna più grande, ricordo che lo turba tuttora. Il peso del proprio ruolo politico lo porta spesso a consultarsi con June, sua spalla nelle questioni diplomatiche.
June
Il secondogenito e il più riservato dei principi di Wein. Il suo carattere timido e poco appariscente lo rendono il più assennato fra gli eredi al trono ed un ottimo confidente per tutti i giovani principi.

### Regno di Grandia
Jed (제드)
Il principe guerriero di Grandia. Nonostante la condizione di unico figlio maschiio legettimo, Jed non si è mai interessato alla corona e al potere di re; al contrario, preferisce passare il proprio tempo ai confini del regno, fra i soldati. Inizialmente attratto dall'animo guerriero e "maschiaccio" della propria sposa e scoperto di essere sposato ad un ragazzo, Jed  finisce per amare profondamente Nicole al punto di offrirgli un veleno capace di dare la morte apparente pur di sottrarlo ai delitti di Grandia. Scontratosi infine con il proprio padre e con il fratello, Jed si accontenta di andarsene in esilio nel paese di Wein, con Nicole al seguito.
Reiny (레이니)
Sorella di Jed e figlia delle defunta regina, Reiny ha sviluppato un attaccamento morboso verso il fratello, al punto di esplodere in violente gelosie verso potenziali rivali, come Nicole nei panni di Elena. Sotto l'apparente ingenuità, Reiny nasconde un lato romantico, anche se talvolta capriccioso, ed una certa abilità nelle relazioni internazionali; capacità, queste, che impiega per combinare un matrimonio con lo sfuggente Glewhin e poi conquistarne l'amore.
Derrick
Contendete al titolo di erede al trono di Grandia, Derrick è figlio di una scaltra donna di corte amante del re. Lui stesso è alquanto ambizioso e deciso dunque ad assassinare Jed, suo rivale. Nonostante le resistenze del ragazzo e della propria moglie, Derrick nutre una relazione omosessuale con Shahi, abusando del ragazzo e facendo spesso ricorso a ricatti.
Shahi
Farmacista della tribù degli Herot, etnia soggiogata dal regno di Grandia e famosa per le sue arti curative. Lasciato dalla propria madre come ostaggio alla corte del re per convalidare la pace fra i due popoli, Shahi soffre per la carenza di affetto e perciò si lascia manipolare ed abusare dal principe Derrick.

## Volumi
| Numero                                | Data Corea del Sud | ISBN originale | Data Italia       | ISBN Italia   |
| ------------------------------------- | ------------------ | -------------- | ----------------- | ------------- |
| Il principesso 1 (KISS ME 프린세스 1) | 30 luglio 2002     | 9788952722782  | 30 maggio 2007    | 9788895195377 |
| Il principesso 2 (KISS ME 프린세스 2) | 15 dicembre 2002   | 9788952727374  | 30 settembre 2007 | 9788895195629 |
| Il principesso 3 (KISS ME 프린세스 3) | 7 febbraio 2003    | 9788952728357  | 6 dicembre 2007   | 9788895195643 |
| Il principesso 4 (KISS ME 프린세스 4) | 24 giugno 2003     | 9788952729972  | 3 giugno 2008     | 9788863310078 |
| Il principesso 5 (KISS ME 프린세스 5) | 6 ottobre 2003     | 9788952734129  | 3 settembre 2008  | 9788863310153 |
| (KISS ME 프린세스 6)                  | 16 aprile 2004     | 9788952737007  |                   |               |
| (KISS ME 프린세스 7)                  | 5 agosto 2005      | 9788956578903  |                   |               |
| (KISS ME 프린세스 8)                  | 31 dicembre 2005   | 9788960020054  |                   |               |
| (KISS ME 프린세스 9)                  | 31 maggio 2006     | 9788960021273  |                   |               |